# Île Mangere
Pour l’article homonyme, voir Île Petite Mangere.
L'île Mangere (Crèche) est une petite île inhabitée néo-zélandaise, faisant partie de l'archipel des îles Chatham. Autrefois déforestée et utilisée comme pâturage pour des moutons, elle fait désormais l'objet d'une restauration de son écosystème. 

## Géographie

### Topographie
L'île, baignée par les eaux de l'océan Pacifique Sud, est entourée au sud-ouest par l'île Petite Mangere, à l'est par l'île Pitt et au nord-ouest par l'île Chatham. Orientée dans le sens nord-est-sud-ouest, elle est constituée d'une étroite péninsule culminant à 94 mètres d'altitude rattachée au sud-ouest de la deuxième partie de l'île de forme arrondie et culminant à 286 mètres d'altitude.

### Faune et flore
Depuis l'immigration humaine dans les îles Chatham il y a quelques centaines d'années, 22 espèces d'oiseaux ont disparu de l'île Mangere à cause de la chasse, de la destruction des habitats telle que la déforestation quasi totale de l'île ne laissant que cinq hectares de végétation buissonnante ainsi que de la prédation de la part d'animaux allochtones tels que les moutons, les lapins et les chèvres. À la fin du XIXe siècle, le chat est introduit sur l'île Mangere pour contrôler les populations de lapin avec succès car depuis 1950, plus aucun lapin ne subsiste sur l'île. Mais ces chats, qui ont finalement disparu eux aussi, ont également entraîné l'élimination de l'île de deux espèces d'oiseaux marins ainsi que la plupart des oiseaux terrestres.
En 1966, l'île Mangere accède au statut de réserve de faune sauvage et les derniers moutons sont évacués de l'île deux ans plus tard. Le miro des Chatham qui avait disparu de l'île Mangere ne se retrouvait plus que sur l'île Petite Mangere située non loin mais en très faible quantité puisqu'il n'en restait plus que neuf individus subsistant dans un environnement lui aussi dégradé en 1975. Afin de sauver l'espèce, un programme de réhabilitation est mis en place, consistant à restaurer la végétation d'origine sur l'île Mangere et d'y réintroduire la totalité des individus vivant sur l'île Petite Mangere. Ainsi, en 1976-1977, les sept miros des Chatham subsistants sont transférés dans la forêt plantée entre 1974 et 1979 sur l'île Mangere.